# District de Barcs
Le district de Barcs (hongrois : Barcsi járás) est un des 8 districts du comitat de Somogy en Hongrie. Il compte 23 817 habitants et rassemble 26 localités : 25 communes et une seule ville, Barcs, son chef-lieu.
Cette entité existait déjà auparavant, entre 1896 et 1978.

## Localités
- Babócsa
- Barcs
- Bélavár
- Bolhó
- Csokonyavisonta
- Darány
- Drávagárdony
- Drávatamási
- Heresznye
- Homokszentgyörgy
- Istvándi
- Kálmáncsa
- Kastélyosdombó
- Komlósd
- Lad
- Lakócsa
- Patosfa
- Péterhida
- Potony
- Rinyaújlak
- Rinyaújnép
- Somogyaracs
- Szentborbás
- Szulok
- Tótújfalu
- Vízvár